# Mimosa lupulina
Mimosa lupulina är en ärtväxtart som beskrevs av George Bentham. Mimosa lupulina ingår i släktet mimosor, och familjen ärtväxter. Inga underarter finns listade i Catalogue of Life.